# Teratopia
Teratopia es un juego en desarrollo del género acción-aventura, desarrollado por Ravegan. Está previsto para ser lanzado en las consolas Sony PlayStation 4, Microsoft Xbox One y Nintendo Switch.  De acuerdo a los desarrolladores, la jugabilidad central del juego incluye elementos de estrategia y juego de rol, manteniéndose fiel a las mecánicas de otros juegos del género, como Super Mario Odyssey, pero con la dificultad añadida de títulos como Dark Souls. Un vídeo teaser mostrando el juego por primera vez se reveló el 23 de enero de 2018.

## Historia
El juego está ambientado en un mundo fantástico llamado Teratopia, en el que tres especies coexisten en relativa armonía. Sin embargo, este mundo por lo demás pacífico es invadido por una especie de color rojo que rápidamente toma el control y secuestra a los habitantes de Teratopia.
El protagonista, Tucho, se embarca en un viaje para rescatar a sus amigos y erradicar la amenaza que pone en jaque su existencia, luchando a través de 20 regiones y contra 10 jefes.

## Jugabilidad
Al jugador se le da el control de cualquiera de los 3 avatares disponibles, cada uno de los cuales corresponde a una de las especies que originalmente habitaban Teratopia.
Sumado a las mecánicas comunes del género (como atacar, saltar, esquivar, recoger objetos, etc.) los avatares pueden invocar súbditos para que los asistan en combate y utilizar habilidades, ambas acciones que dependen del avatar seleccionado. Además, cada uno de los 5 diferentes súbditos que un avatar puede invocar cumple un rol específico (melé, tirador, ingeniero, berserker y mago).

## Desarrollo
El estudio detrás del desarrollo de Teratopia es Ravegan, una compañía de desarrollo de videojuegos situada en Argentina, que desarrolló y publicó Blue Rider el 3 de marzo de 2016.